# Raveniola sinensis
Raveniola sinensis is een spinnensoort in de taxonomische indeling van de bruine klapdeurspinnen (Nemesiidae).
Raveniola sinensis werd in 1983 beschreven door Zhu & Mao.